# Carmel Snow

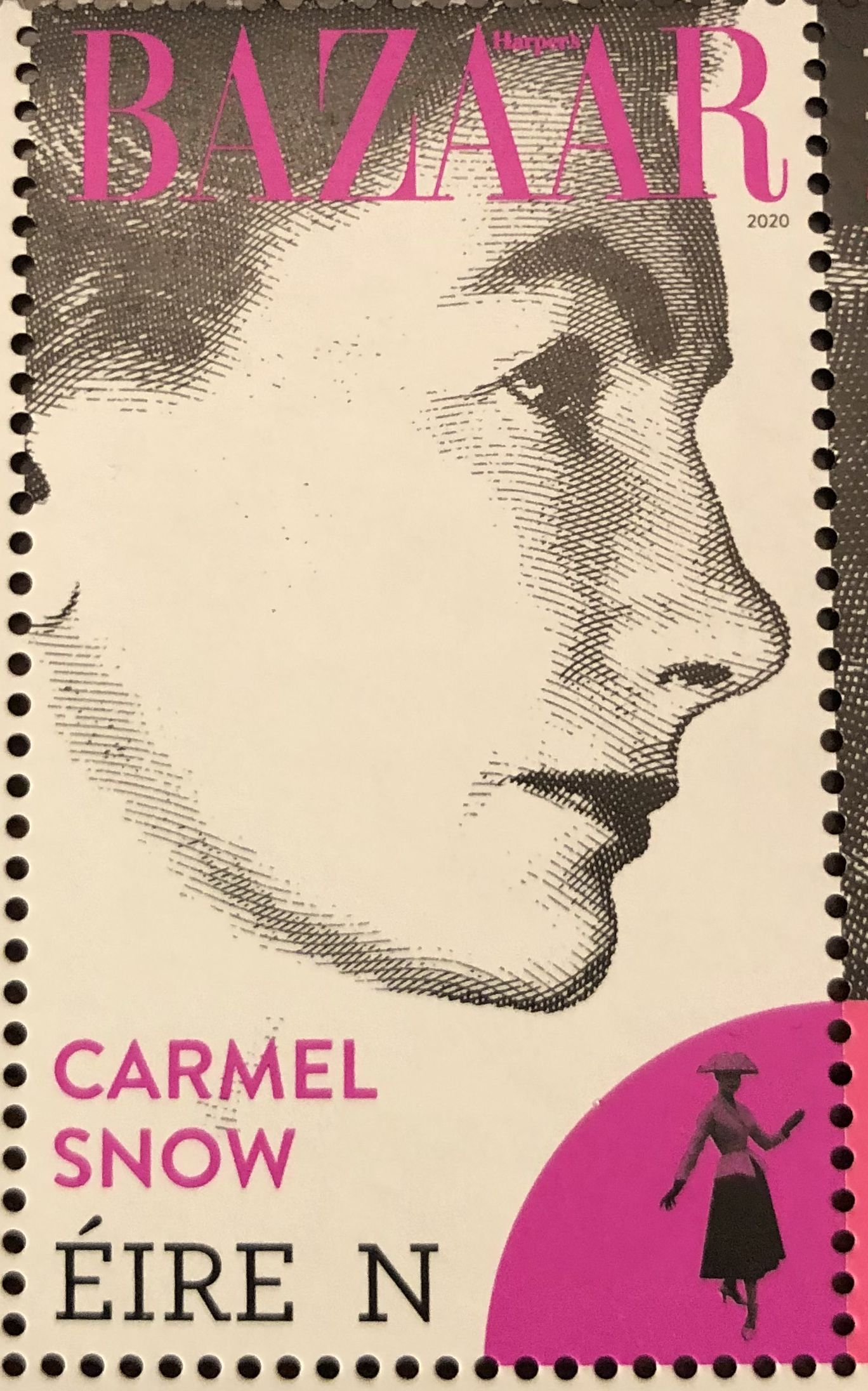
Briefmarke zu Ehren Carmel Snow 2020

Carmel Snow, geborene White (* 21. August 1887 in Dalkey; † 7. Mai 1961 in New York City), war eine US-amerikanische Modejournalistin irischer Herkunft und von 1934 bis 1958 Chefredakteurin des US-amerikanischen Modemagazins Harper’s Bazaar. Von den 1930er bis in die 1950er Jahre galt sie in der amerikanischen Modebranche als tonangebend.

## Biographie

### Familie und Jugend
Carmel White war eines von sechs Kindern des Geschäftsmannes Peter White (1850–93) und von dessen Frau Anne, der Tochter eines Parlamentsabgeordneten. White war Geschäftsführer der Irish Woollen Manufacturing und an der Organisation des „Irish Village“ auf der World’s Columbian Exposition in Chicago beteiligt, starb aber wenige Monate vor deren Eröffnung. Anne White beschloss, die Arbeit ihres verstorbenen Mannes fortzusetzen. Nach der Ausstellung blieb sie in Chicago, eröffnete ein Geschäft mit irischem Kunsthandwerk und ließ 1895 Carmel und ihre Schwester, die bei ihren Großeltern mütterlicherseits gelebt hatten, nachkommen.
Carmel White besuchte Internate in den USA und eine Klosterschule in Brüssel. Währenddessen hatte ihre Mutter erneut geheiratet und eine exklusive New Yorker Maßschneiderei übernommen, die Pariser Haute Couture für den amerikanischen Markt fertigte. Unter ihrer Leitung wurde das Unternehmen sehr erfolgreich; es hatte rund 250 Mitarbeiterinnen und Mitarbeiter. Carmel Snow war in die Arbeit im Unternehmen eingebunden und begleitete ihre Mutter auf Einkaufsreisen nach Paris. Die Zeit während des Ersten Weltkriegs verbrachte sie in Paris, wo sie für das Rote Kreuz arbeitete und sich dabei als so tüchtig erwies, dass sie zur Leiterin des weiblichen Rotkreuz-Personals in der ganzen Stadt ernannt wurde.

### Karriere als Journalistin
Nach dem Krieg kehrte Carmel White nach New York zurück, wo sie begann, für die New York Times über Mode zu schreiben. 1921 wurde sie stellvertretende Moderedakteurin bei der Vogue. Am 11. November 1926, im Alter von 39 Jahren, heiratete Carmel White den wohlhabenden Börsianer George Palen Snow. Sie bekam in kurzer Zeit hintereinander drei Töchter und einen Sohn, der bei der Geburt starb. Nach jeder Geburt soll sie nur eine Woche von der Arbeit pausiert haben.
Bei der Vogue entwickelte Carmel Snow ihre eigene Sichtweise auf Mode und prägte Grundsätze wie „Kaufen Sie nur, was Sie brauchen, aber kaufen Sie das Beste, was Sie sich leisten können“. Wahre Eleganz sei „guter Geschmack plus einer Portion Wagemut“. Sie war allerdings zunehmend unzufrieden mit dem altmodischen, anspruchsvollen Ansatz der Zeitschrift sowie mit ihrer damaligen Chefredakteurin Edna Woolman Chase. Schließlich wechselte sie 1932 zum Magazin Harper’s Bazaar, das von William Randolph Hearst herausgegeben wurde. Hearst und der Verleger von Vogue, Condé Nast, hatten eigentlich vereinbart, sich nicht gegenseitig Mitarbeiter abzuwerben, und der Abgang von Carmel Snow sorgte für Verstimmung. Nast sprach nie wieder mit Carmel Snow, obwohl sie die Patin eines seiner Kinder war.
1935 wurde Carmel Snow Herausgeberin von Harper’s Bazaar und ließ das Magazin komplett neu gestalten. Ihr Ziel war eine Zeitschrift für „gut gekleidete Frauen mit gut gekleidetem Verstand“. Alexei Brodowitsch wurde neuer Artdirector, der der Zeitschrift ein neues Layout zukommen ließ, und die Society-Lady Diana Vreeland wurde Moderedakteurin. Louise Dahl-Wolfe und der Ungar Martin Munkácsi wurden Fotografen der Zeitschrift. Munkácsi schoss das erste Action-Fashion-Bild der Modegeschichte: ein mit einem Badeanzug bekleidetes Model, das an einem Strand läuft. Der Schriftsteller George Davis wurde Literaturredakteur. Seine Nachfolgerin Mary Louise Aswell (ab 1941) präsentierte in der Zeitschrift zahlreiche Talente: Jean Stafford, Eudora Welty, Jessamyn West und Truman Capote debütierten in Harper’s Bazaar, auch Frank O’Connor, und Katherine Anne Porter wurden veröffentlicht. Theaterkritiker war Kenneth Tynan. Auch der junge Andy Warhol arbeitete in den 1950er Jahren für sie. Snow gewährte ihren Mitarbeitern volle kreative Freiheit, und die Auflage der Zeitschrift verdreifachte sich innerhalb weniger Jahre nach ihrem Dienstantritt.
Jährlich reiste Snow nach Paris, um die neuen Kollektionen zu begutachten. Man sprach ihr ein „untrügliches Auge für Proportionen, für Schnittdetails – und für Talent“ zu. Sie machte die Designer Christian Dior und Cristóbal Balenciaga in den USA bekannt, und in späteren Jahren war sie stets in Balenciaga gekleidet. Sie war es auch, die für Diors Kollektion von 1947 den Begriff „New Look“ prägte. Eine ihrer Entdeckungen in den 1950er Jahren war die irische Modeschöpferin Sybil Connolly. Ihre Hingabe an die Arbeit für Harper’s hatte zur Folge, dass ihre Kinder hauptsächlich von Kindermädchen erzogen wurden und sie und ihr Mann, der sich hauptsächlich der Gartenarbeit widmete, zunehmend getrennte Leben führten.
Carmel Snow war überschlank, hatte eine kehlige Stimme und behielt ihren irischen Akzent, weshalb sie auch „irischer Kobold“ („Irish pixie“) genannt wurde. Mitunter schnitt sie einstmals geschätzte Mitarbeiter, nachdem sie die Zeitschrift verlassen hatten, und sie galt als skrupellos. Viele Mitarbeiter schätzten andererseits ihren Humor, ihre Wärme und ihre Risikobereitschaft. Der Fotograf Richard Avedon sagte, sie habe ihm alles beigebracht, was er wisse. Sie arbeitete über das übliche Rentenalter hinaus, wurde aber zunehmend unberechenbar, anspruchsvoll und trank zu viel Alkohol. Da sie auch wenig aß, konnte es passieren, dass sie während Modenschauen eindöste. Ihre Mitarbeiter wussten, dass es am besten war, morgens früh mit ihr zu sprechen, wenn sie noch nüchtern war. Schließlich wurde sie 1957 wegen ihres Alkoholmissbrauchs entlassen; Nachfolgerin wurde ihre Nichte Nancy White, die Snow selbst als ungeeignet eingeschätzt hatte.
Ihre Nachfolgerin beugte sich dem Druck der Inserenten, die Vorstellung von Truman Capotes Buch Frühstück bei Tiffany nicht wie geplant zu veranstalten: Die Sprache sei ungeeignet und der Titel könne die berühmten Juweliere beleidigen. Das Buch wurde aber sofort zu einem Erfolg und in den Schaufenstern von Tiffanys ausgestellt; Capote schrieb nie wieder für Harper’s Bazaar. Innerhalb weniger Jahre verließen auch Brodovitch und Vreeland die Zeitschrift.

### Ruhestand und Tod
Anschließend kaufte sich Carmel Snow das Rossyvera House im irischen Clew Bay, wo sie mit ihrer Schwester lebte. Aber sie fühlte sich dort einsam und kehrte nach New York zurück, wo sie am 7. Mai 1961 an einem Herzanfall im Alter von 73 Jahren starb. Ihre Beerdigung zog so viele Trauergäste an, dass sie von der Frauenkapelle in den Hauptteil der St. Patrick’s Cathedral verlegt werden musste. Carmel Snow wurde in ihrem Lieblingskostüm von Balenciaga auf dem Friedhof von Cold Spring Harbor, Long Island, in dem Familiengrab der Snows beigesetzt. Im Jahr darauf erschienen Snows Memoiren, an denen sie in den Jahren zuvor mit ihrer langjährigen Literaturredakteurin Mary Louise Aswell gearbeitet hatte, unter dem Titel The World of Carmel Snow.

## Auszeichnungen und Ehrungen
In Anerkennung ihrer Hilfe bei der Wiederbelebung der französischen Modeindustrie in der Nachkriegszeit wurde Carmel Snow 1949 mit dem Chevalier de la Légion d’Honneur ausgezeichnet. Die italienische Regierung verlieh ihr 1954 die Stella della Solidarietà.
Zum Internationalen Frauentag 2020 gab die irische Post An Post im Rahmen der Serie Pioneering Irish women eine Briefmarke mit dem Konterfei von Carmel Snow heraus.